# SIGQUIT
SIGQUIT — сигнал на POSIX-сумісних платформах, який посилається процесу з термінала для завершення. Символьна змінна SIGQUIT оголошена у заголовному файлі signal.h. Символьні імена для сигналів використовуються, бо їхні номери залежать від конкретної платформи.

## Етимологія
SIG є загальноприйнятий префіксом для назв сигналів. QUIT в точності означає вихід (англ. quit).

## Використання
Сигнал може бути відправлений натисканням клавіш Ctrl-\ на керуючому терміналі; Ctrl-4 або SysRq на віртуальному терміналі.